# Ю-Тольен
Ю-Тольен — деревня в Кезском районе Удмуртской республики.

## География
Находится в северо-восточной части Удмуртии на расстоянии приблизительно 13 км на север по прямой от районного центра поселка Кез.

## История
Известна с 1710 года как починок Выльтольянской с 4 дворами. В 1802 году 19 дворов, в 1873 (Выльтольенский или Ютольен) −26, в 1905 — 21, в 1920 (уже село Ю-Тольен) — 30 (все удмуртские), в 1924 — 32. Деревня с 1932 года. До 2021 года входила в состав Новоунтемского сельского поселения.

## Население
Постоянное население составляло 10 человек (1710 год), 43 мужчины (1748), 52 (1802), 199 человек (1873), 199 (1905), 254 (1924), 169 человек в 2002 году (удмурты 94 %), 116 в 2012.